# Barrio de San Miguel, Michoacán de Ocampo
Barrio de San Miguel är en ort i Mexiko.   Den ligger i kommunen Maravatío och delstaten Michoacán de Ocampo, i den södra delen av landet, 160 km väster om huvudstaden Mexico City. Barrio de San Miguel ligger 2 133 meter över havet och antalet invånare är 519.
Terrängen runt Barrio de San Miguel är kuperad åt sydväst, men åt nordost är den platt. Runt Barrio de San Miguel är det ganska tätbefolkat, med 104 invånare per kvadratkilometer. Närmaste större samhälle är Maravatío, 11,7 km sydost om Barrio de San Miguel. I omgivningarna runt Barrio de San Miguel växer huvudsakligen savannskog.